# Neottianthe secundiflora
Neottianthe secundiflora är en orkidéart som först beskrevs av Friedrich Fritz Wilhelm Ludwig Kraenzlin, och fick sitt nu gällande namn av Rudolf Schlechter. Neottianthe secundiflora ingår i släktet Neottianthe och familjen orkidéer. Inga underarter finns listade i Catalogue of Life.